# カナダ合同教会総会議長
カナダ合同教会総会議長（カナダごうどうきょうかいそうかいぎちょう、英語:Moderator of the United Church of Canada）は、カナダ最大のプロテスタント系教派であるカナダ合同教会を主宰する指導者である。この教会は高度に分権的であり、教条的でもないので、総会議長は限られた権限しかもっていない。総会議長の役割は次の4つである。
- 教会を指導すること。「ひとびとの心のなかにキリストの顕現たる神の感覚を刺激すること、また合同教会全体を力強く、生き生きとさせること」[1]。
- 全国の牧会区を訪問すること。「もろもろの問題に関して共感をもって指導し、助言すること」[1]。
- 合同教会の第一のスポークスパーソンであること。
- 総会における各種部会や役員、役員補佐を監督すること。

総会議長は隔年で開かれる総会で選出される。任期は選ばれた総会から次の総会までの2年間である。1925年の合同以来、おおむね2年任期で交代してきたが、1994年の総会で総会開催を3年ごとに変更したため、総会議長の任期も3年間になった 。
たいていの総会議長は専任の牧師であるが、これは現在までのところ資格要件ではなく、平信徒からも4人の議長がでている。総会議長が専任の牧師の場合、牧師一般に対する「師 (Reverend)」という敬称にRightが付き「尊師 (Right Reverend)」と呼ばれる。議長退任後の牧師にはVery Reverendという敬称がつく。
現在の総会議長はゲイリー・パターソン牧師である。彼は第41回総会において2012年8月16日に選出された。

## 合同教会総会議長の一覧

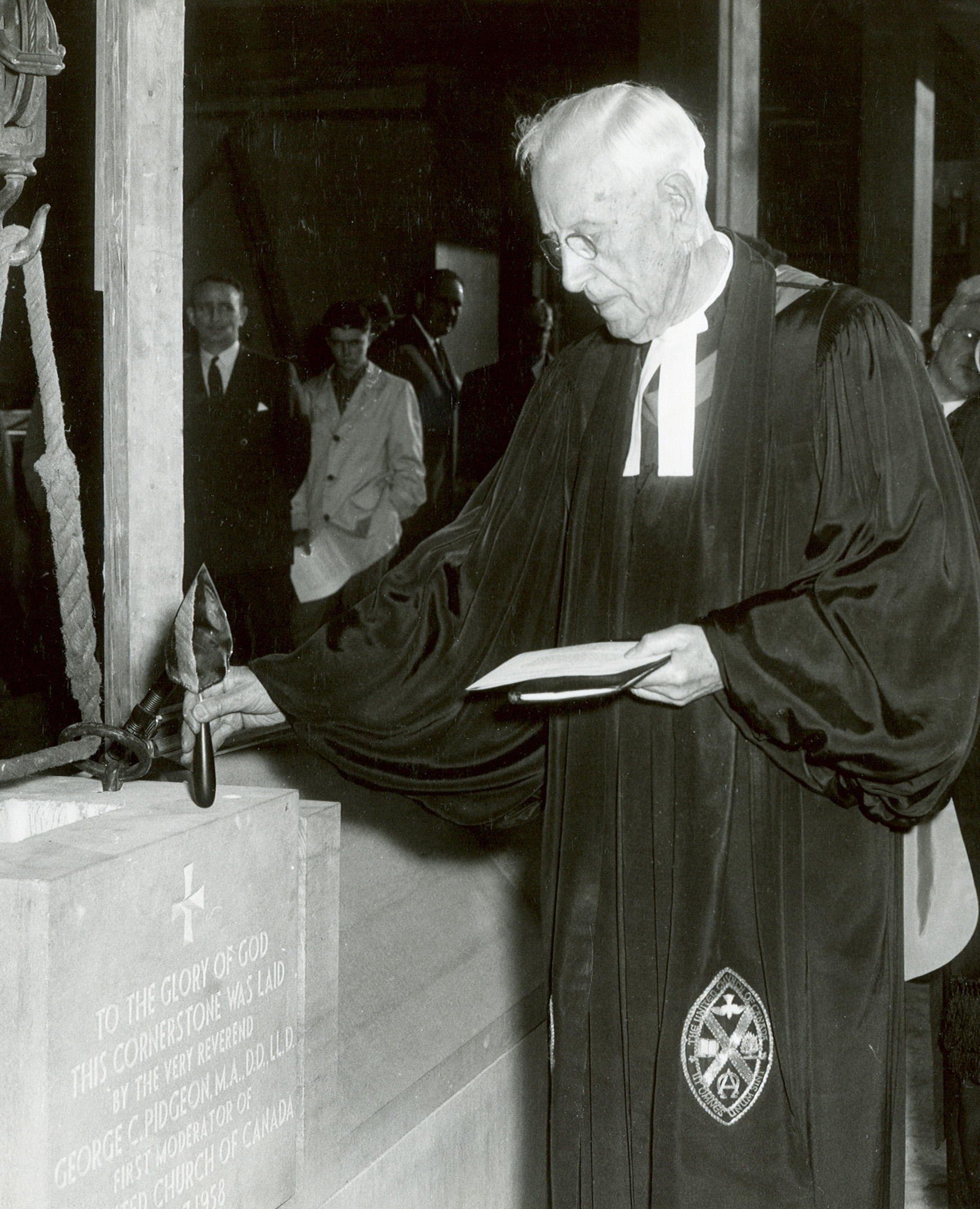
ジョージ・C・ピジョン
カナダ合同教会の初代総会議長

- 1925 - 1926 ジョージ・C・ピジョン
- 1926 - 1928 ジェームズ・エンディコット
- 1928 - 1930 William T. Gunn
- 1930 - 1932 Edmund H. Oliver
- 1932 - 1934 T. Albert Moore
- 1934 - 1936 リチャード・ロバーツ
- 1936 - 1938 Peter Bryce
- 1938 - 1940 John W. Woodside
- 1940 - 1942 Aubrey S. Tuttle
- 1942 - 1944 John R. P. Sclater
- 1944 - 1946 ジェッセ・H・アーナップ
- 1946 - 1948 Thomas W. Jones
- 1948 - 1950 Willard E. Brewing
- 1950 - 1952 Clarence M. Nicholson
- 1952 - 1954 Alexander A. Scott
- 1954 - 1956 George Dorey
- 1956 - 1958 James S. Thomson
- 1958 - 1960 Angus J. MacQueen
- 1960 - 1962 Hugh A. McLeod
- 1962 - 1964 James R. Mutchmor
- 1964 - 1966 Ernest M. Howse
- 1966 - 1968 Wilfred Lockhart
- 1968 - 1971 Robert Baird McClure
- 1971 - 1972 Arthur B. B. Moore
- 1972 - 1974 Bruce McLeod
- 1974 - 1977 Wilbur K. Howard
- 1977 - 1980 George M. Tuttle
- 1980 - 1982 Lois M. Wilson
- 1982 - 1984 W. Clarke MacDonald
- 1984 - 1986 Robert F. Smith
- 1986 - 1988 Anne M. Squire
- 1988 - 1990 Sang Chul Lee
- 1990 - 1992 Walter H. Farquharson
- 1992 - 1994 Stan McKay
- 1994 - 1997 Marion Best
- 1997 - 2000 Bill Phipps
- 2000 - 2003 Marion Pardy
- 2003 - 2006 Peter Short
- 2006 - 2009 David Giuliano
- 2009 - 2012 Mardi Tindal
- 2012 - 2015 Gary Paterson